# 大卫·伯科维茨
大衛·理查德·伯科維茨（英語：David Richard Berkowitz，1953年6月1日—），原名理查德·大衛·法爾科（Richard David Falco），人称「山姆之子」（Son of Sam）。他被親生父母抛弃數日后，由伯科維茨一家收养。
伯科維茨曾用小刀襲擊過數名路人，之後於1976年買入一把.44口徑鬥牛犬左輪手槍，用其向路人近距離隨意射擊。在接下來的一年之内，他不斷犯下類似罪行，警方最初一籌莫展，還在被害人遺體附近發現他留給警方的嘲笑信，除了「山姆之子」，他還曾自稱死亡爵士（Duke of Death）、怪物（monster）、約翰惠提斯（John Wheaties）。犯案地點分佈於皇后區、布魯克林區及布朗克斯區造成6死7傷被害人多為30歲以下的白人女性，多擁有一頭深色長髮。此外，伯科維茨的名字經常出現在全美各地報紙的頭條。
伯科維茨原被稱「點四四口徑殺手」，但而後在一封致媒體的信中寫道自己是“山姆之子”，這便是其同名外號的由來。
伯科維茨被捕後，聲稱「山姆之子」是鄰居山姆卡爾(Sam Carr)所養的高齡6000歲，被惡靈附身的黑色拉布拉多教唆他犯下罪行。而後也曾向警方說明自己非獨自犯案，世界上仍有其他「山姆之子」在逃，然而警方並不採信。
經由1名證人指證，伯科維茨於1977年8月10日被警方收押。
伯科維茨背後是否有邪教或團體涉案，至今仍有爭議。
1978年6月12日，在紐約阿蒂卡刑事法庭，被證實精神正常的伯科維茨因其謀殺罪行被判6項連續終身監禁。
影視資料可見山姆之子
1. ↑  .   [2020-05-03]. （原始内容存档于2021-02-11）.